# دوغلاس وايزمان
دوغلاس وايزمان هو سياسي كندي، ولد في 21 يوليو 1930 في سميث فولس في كندا. حزبياً، نشط في حزب أونتاريو المحافظ التقدمي. وقد انتخب عضو برلمان مقاطعة أونتاريو.